# Últimos tragos
Últimos tragos (en inglés: Last Orders) es una novela de 1996 del escritor británico Graham Swift.  El libro ganó el premio Booker de 1996.  En 2001, fue adaptado para la película Last Orders por el escritor y director australiano Fred Schepisi.

## Trama
La historia emplea flashbacks para contar la enrevesada historia de las relaciones entre un grupo de veteranos de guerra que viven en el mismo rincón de Londres, siendo la columna vertebral de la misma el viaje del grupo desde Bermondsey a Margate para esparcir las cenizas de Jack Dodd al mar, de acuerdo con sus últimos deseos. La narrativa se divide en secciones breves contadas por los personajes principales, así como actualizaciones a lo largo del viaje en Old Kent Road, New Cross, Blackheath, Dartford, Gravesend, Rochester, Chatham Naval Memorial y la Catedral de Canterbury. El título en inglés Last Orders (Últimos pedidos) no sólo se refiere a las instrucciones estipuladas en el testamento de Jack Dodd, sino que también alude a los "últimos pedidos (del día)": la última ronda de bebidas que se pide antes de que cierre un pub, que era una costumbre y pasatiempo favorito de Jack y los demás personajes. 
La trama y el estilo están influenciados por la novela Mientras agonizo de William Faulkner.  En junio de 1996, Swift declaró que se trataba de un homenaje al libro de Faulkner pero que había varias diferencias. 

## Caracteres
Jack Dodds: carnicero, marido de Amy. Su muerte por cáncer en el Hospital St Thomas reúne a cuatro hombres que emprenden un viaje para esparcir sus cenizas. 
Vince Dodds: vendedor de autos usados. Hijo adoptivo de Jack y Amy Dodds, cuando sus padres biológicos (los Pritchett) fueron muertos durante el Blitz. 
Ray 'Lucky' Johnson: un empleado de seguros que tiene una asombrosa habilidad para apostar en los caballos adecuados. El narrador principal del libro. Luchó junto a Jack Dodds en la guerra, quien le salvó la vida en una ocasión. Su esposa Carol lo dejó por otro hombre y tiene una hija, Susie, que vive en Australia. Ray se siente atraído por Amy Dodds, esposa de Jack, y los dos tuvieron una relación en el pasado. 
Lenny 'Gunner' Tate: compañero de copas de Jack Dodds. El hombre extraño del grupo, que es el instigador de muchos conflictos. La hija de Lenny, Sally, tuvo una relación con Vince Dodds y quedó embarazada antes de casarse con un preso. 
Vic Tucker: director de funeraria y funeraria. La columna vertebral del grupo, que media y mantiene la paz cuando surgen conflictos. Se establecen muchos paralelismos entre la profesión de Jack y la de Vic, en el sentido de que ambos manejan cuerpos.
Amy Dodds: la esposa de Jack, que se niega a unirse a los hombres cuando esparcen las cenizas de Jack. Amy y Jack tenían una hija con discapacidad mental, June. El día que los cuatro hombres viajan a Margate para esparcir las cenizas, Amy visita a June en un hogar. 
Mandy Dodds: Dejó su casa en Blackburn a los 15 años y viajó a Londres. En Smithfield Meat Market conoció a Jack, quien le ofreció trabajo, comida y alojamiento en su casa. Luego se casó con el hijo adoptivo de Jack, Vince.

## Premios
| Año  | Premio                                      | Resultado   | Referencia        |
| ---- | ------------------------------------------- | ----------- | ----------------- |
| 1996 | Premio Booker                               | Ganador     | [ 6 ] [ 7 ] [ 8 ] |
| 1996 | Premio James Tait Black Memorial de Ficción | Ganador     | [ 9 ]             |
| 1996 | Premio Whitbread de novela                  | Finalista   |                   |
| 1998 | Premio Literario Internacional de Dublín    | Lista corta | [ 10 ]            |